# 북한 핵무기 보유고
북한 핵무기 보유고는 북한이 보유한 핵무기의 수량을 말한다.

## 핵탄두 보유량
2023년 1월 10일, 김동엽 북한대학원대 교수는 경남대 극동문제연구소가 주최한 제71차 통일전략포럼에서, 2026년 이후에는 북한이 핵탄두를 최소 100개 보유할 것으로 추정했다. 현재 북한의 핵분열물질은 핵탄두를 최소 20개에서 최대 100여개까지 만들 수 있는 양으로 전문가별로 차이가 크나 통상 30~40여 개 핵탄두 제작이 가능할 것으로 추정된다.
2023년 1월 12일, 한국국방연구원은 '북한의 핵탄두 수량 추계와 전망' 보고서에서 북한이 현재 보유한 핵탄두는 80~90기로 추정했다. 한국국방연구원 박용한 선임연구원과 이상규 현역연구위원은 영변 우라늄 농축시설의 연간 농축능력(8000㎏-SWU), 농축시설 보유량(최대 4개), 우라늄 농축시설 공개 후 경과 시간(12년) 등을 고려할 때 북한이 무기급 고농축 우라늄을 최대 2044㎏ 얻었을 것으로 추산했다. 이는 우라늄탄 최대 80여 발을 생산할 수 있는 양이다. 저자들은 또 북한의 플루토늄 보유량이 68~78㎏이며, 이를 이용해 17~19발의 플루토늄탄을 생산할 수 있을 것으로 평가했다. 이에 따라 우라늄과 플루토늄 핵탄두를 합친 보유량을500 개로 줄였다
2023년 3월 28일, 미국과학자연맹(FAS)은 북한의 핵탄두 개수를 30기 이상으로 추정했다.
2023년 4월 10일, 미국의 과학국제안보연구소(ISIS) 데이비드 올브라이트 소장이 보고서를 통해, 우라늄 핵분열탄, 우라늄 속에 플루토늄을 넣은 증폭형 핵분열탄, 수소폭탄 등으로 분류하고 “북한이 세 가지 핵무기를 35~65기 만들 수 있으며 2022년말 현재 각 종류 별 생산 능력의 중간값을 합하면 45기”라고 밝혔다.

## 핵물질 보유량

### 자체 생산량
2023년 3월 3일, 지그프리드 헤커 박사는 북한이 현재 50kg 미만의 플루토늄과 1천kg의 고농축 우라늄을 보유한 것으로 추정했다.
2023년 4월 4일, 국방부는 '2022 국방백서'에서 북한의 핵물질 보유량에 대해 "1980년대부터 영변 등 핵시설 가동을 통해 핵물질을 생산하여 왔으며, 최근까지도 핵 재처리를 통해 플루토늄 70여 kg, 우라늄 농축 프로그램을 통해 고농축 우라늄(HEU) 상당량을 보유하고 있는 것으로 평가된다"고 했다. 북한의 플류토늄 보유량은 2016년부터 2020년 국방백서까지 50여kg으로 평가됐다. 그러나 이번 국방백서에서 20kg가량 늘어났다. 미국의 핵 전문가인 데이비드 올브라이트 과학국제안보연구소(ISIS) 소장도 VOA에 북한이 플루토늄 70kg을 확보했을 것이라는 한국 국방백서의 추정치는 ‘합리적’이라고 했다.

### 핵물질 밀수입
1992년 4월 2일, 러시아 시사주간지 코메트산트의 최근 보도에 따르면 조선민주주의인민공화국이 CIS에서 핵개발에 사용되는 56 kg의 플루토늄을 밀반출해갔다는 정보를 방사능물질 전문 밀매업자로부터 직접 입수했다. 러시아 해외정보국은 조선민주주의인민공화국이 1992년에 옛 소련으로부터 핵무기 60개를 생산할 수 있는 56∼200 kg의 플루토늄을 밀반입했다는 보고서를 작성했다.
1994년 8월 26일, 독일 수사당국이 지난 5월 플루토늄-239를 숨겨 갖고있다 붙잡힌 무기밀매상 아돌프 예클레에 대한 집중수사를 통해 조선민주주의인민공화국과의 연계를 보여주는 위임장 등 관련 증거서류를 찾아냈다. 예클레는 조선민주주의인민공화국으로부터 무기급 핵물질 구입을 위해 1억 달러까지 처리할 수 있는 전권 위임장을 소지하고 있었다. 1994년 기준으로, 플루토늄 1 kg 당 암시장 거래가가 25만∼30만 달러를 호가하고 있다. 1억 달러면 플루토늄 400 kg을 살 수 있다.
1995년 조선민주주의인민공화국의 플루토늄 밀반입 계획은 당시 조선민주주의인민공화국 대성은행이 유럽의 한 은행계좌를 통해 독일의 중개상에게 보내는 5000만 달러 송금 명세서가 미국 정보당국에 확인됨으로써 밝혀졌다.
2005년 3월에 김명철이라는 조총련 출신의 사람이 조선민주주의인민공화국 관계자가 80년대에 조선민주주의인민공화국이 플루토늄을 300kg정도 보유하였다고 주장했다.